# Чан-Пет
Чан-Пет (майя: 4-PET-te) — правитель Канульского царства.

## Биография
Предыдущим известным правителем Кануля был Болон-Кавиль.
На стеле 1 из Киригуа датированной 800 годом Вамав-Кавиль упоминается как «Священным Владыкой Чиикнааб'а (Калакмуля)», но не «Священным Владыкой Кануля». Возможно столица Кануля была перенесена в другой город, поэтому писцы, во избежания недоразумений специально назвали Вамав-Кавиля «Священным Владыкой Чиикнааб'а».
Чан-Пет засвидетельствовал окончания катуна 10.1.0.0.0, 5 Ajaw 3 K’ayab (30 ноября 849 года) в Сейбале.
Его преемником стал Ах-Ток.